# Anatoli Kasjirov
Anatoli Andrejevitsj Kasjirov (Russisch: Анатолий Андреевич Каширов) (Moskou, 19 maart 1987) is een professionele basketbalspeler die speelde voor verschillende teams in Rusland. Hij kreeg de onderscheiding Meester in de sport van Rusland.

## Carrière
Kasjirov begon zijn carrière bij CSKA Moskou in 2004. Met die club won hij het Landskampioenschap van Rusland in 2006, 2007 en 2008. Ook werd hij Bekerwinnaar van Rusland in 2006 en 2007. Met CSKA won Kasjirov in 2006 de finale van de EuroLeague van Maccabi Elite Tel Aviv uit Israël met 73-69. In 2008 won hij voor de tweede keer de EuroLeague. In de finale won hij weer van Maccabi Elite Tel Aviv met 91-77. In 2009 verhuisde hij naar Duitsland om te gaan spelen voor Mitteldeutscher BC. Na één seizoen stapte hij over naar Tigers Tübingen. In 2011 verhuisde hij naar Griekenland om te gaan spelen voor Aris BC. In 2013 ging Kasjirov spelen voor BK Ventspils in Letland, om vervolgens terug te keren naar Tigers Tübingen. Na dat Kasjirov had gespeeld voor Chimki Oblast Moskou en BK KB in Rusland, sloot hij zijn carrière af bij Alytaus Dzūkija in Litouwen.

## Erelijst
- Landskampioen Rusland: 3
  - Winnaar: 2006, 2007, 2008
  - Derde: 2013
- Bekerwinnaar Rusland: 2
  - Winnaar: 2006, 2007
  - Runner-up: 2008, 2013
- EuroLeague: 3
  - Winnaar: 2006, 2008
  - Runner-up: 2007